# Wilhelm Vogt (Politiker)

Wilhelm Vogt

Wilhelm Vogt (* 26. Oktober 1854 in Gochsen; † 22. Mai 1938 ebenda) war ein deutscher Politiker.

## Leben
Nach dem Besuch der Volks- und Lateinschule in Neuenstadt am Kocher absolvierte Wilhelm Vogt seinen Militärdienst von 1874 bis 1877 beim Infanterieregiment Nr. 122. Danach betätigte er sich als Landwirt in Gochsen, wo er gegen Ende des 19. Jahrhunderts auch Gemeindepfleger wurde.

## Politik
Im Jahre 1893 beteiligte sich Wilhelm Vogt an der Gründungsversammlung des Bundes der Landwirte (BDL) in Berlin. Von 1900 bis 1918 gehörte er der Zweiten Kammer des Landtags im Königreich Württemberg an und besaß von 1903 bis 1918 auch ein Mandat im Reichstag des Kaiserreichs. Im Reichstag vertrat er den Wahlkreis Württemberg 11 (Hall, Backnang, Öhringen, Weinsberg). Nach dem Tod des BDL-Landesvorsitzenden von Württemberg, Rudolf Schmid, am 11. April 1917 übernahm Vogt den Landesvorsitz des BDL bis 1918. Die Einführung einer parlamentarisch legitimierten Regierung in Württemberg gegen Ende des Ersten Weltkriegs stieß bei Vogt auf Ablehnung. 1918 trat Vogt zunächst dem Württembergischen Bauernbund bei, der im Laufe des Jahres 1919 im Württembergischen Bauern- und Weingärtnerbund (WBWB) aufging und dessen Landesvorsitzender er von 1919 bis 1933 war. Vogt besaß ein Mandat in der Verfassunggebenden Landesversammlung des freien Volksstaates Württemberg. Im Gegensatz zu manchen Mitgliedern seiner Fraktion (aus Bauernbund und Bürgerpartei) stimmte Vogt für die Annahme des Verfassungsentwurfs. 1919/20 war er Mitglied der Weimarer Nationalversammlung. Von 1920 bis 1930 war Vogt Mitglied des DNVP-Fraktion des Reichstags der Weimarer Republik. Dort stimmte er 1924 für die Annahme des Dawes-Planes, obwohl die Parteileitung der DNVP diesen entschieden ablehnte. Vogt entwickelte sich in der zweiten Hälfte der Zwanziger Jahre zum Gegner der DNVP-Parteilinie um Alfred Hugenberg. Vogt nahm sich die Haltung des Grafen Kuno von Westarp zum Vorbild und trat 1930 aus der DNVP-Fraktion aus. Im selben Jahr kandidierte er nicht mehr für den neu zu wählenden Reichstag und zog sich schließlich ganz aus der Politik zurück.

## Familie
Wilhelm Vogt war der Sohn des Landwirts Josef Vogt und der Elisabethe Vogt geb. Mezger in Gochsen. Mit seiner Frau Katharina geb. Grötzinger oder Grozinger hatte Wilhelm Vogt sechs Kinder, darunter den CDU-Politiker Karl Vogt (1883–1952), der 1946 Mitglied der Verfassunggebenden Landesversammlung von Württemberg-Baden war und 1946 bis 1952 Abgeordneter im Landtag von Württemberg-Baden, jeweils für den Wahlkreis Heilbronn. Wilhelm Vogt war evangelisch.

## Ehrungen
- 1910 Große Landwirtschaftliche Verdienstmedaille
- 1914 Ritterkreuz I. Klasse des Friedrichs-Ordens
- Wilhelmskreuz
- 1924 Ehrenbürger der Gemeinde Gochsen
- 1932 Silberne Ehrenmünze des Deutschen Tabakbauverbands
- 1933 Goldene Ehrennadel des Landwirtschaftlichen Hauptverbands Württemberg und Hohenzollern